# Vondračka
Vondračka je bývalá hospodářská a viniční usedlost na území Prahy 2, původně zvaná Beptovka. Je jedinou zachovanou usedlostí a zároveň i nejstarším dochovaným domem na pražských Vinohradech. Nachází se na adrese Perucká 13, čp. 61. Je chráněna jako kulturní památka České republiky a spadá do městské památkové zóny Vinohrady, Žižkov, Vršovice. Jižním směrem poskytuje úplný výhled na panorama starých Nuslí.
Budova je patrová na obdélném půdorysu s valbovou střechou. Stavba je původně barokní, později přestavěná v klasicistním slohu. Z původní barokní podoby se zachovala čtvercová dřevěná věžička s cibulovou bání, a dřevěné střešní vikýře.

## Historie

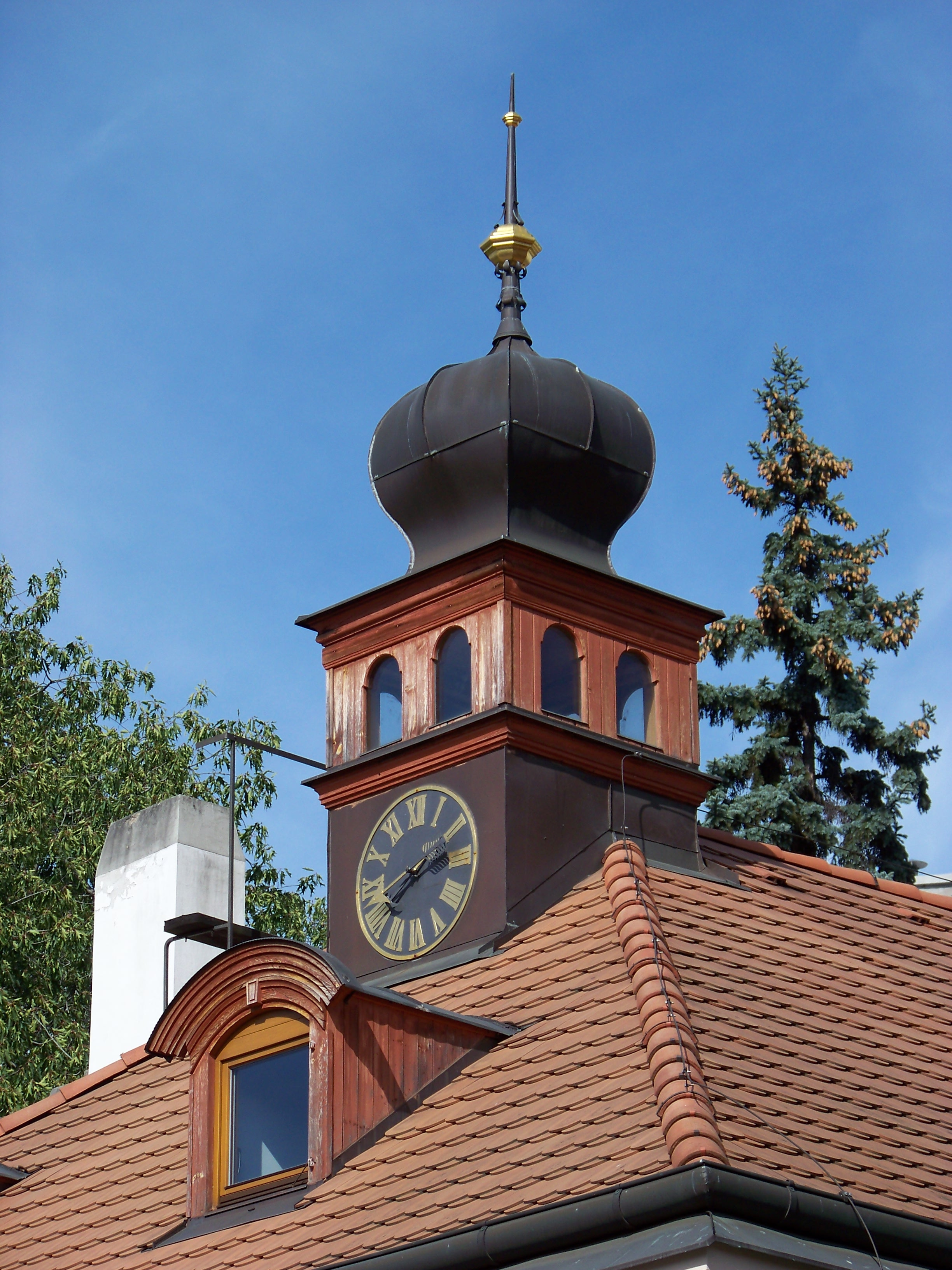
Detail věže

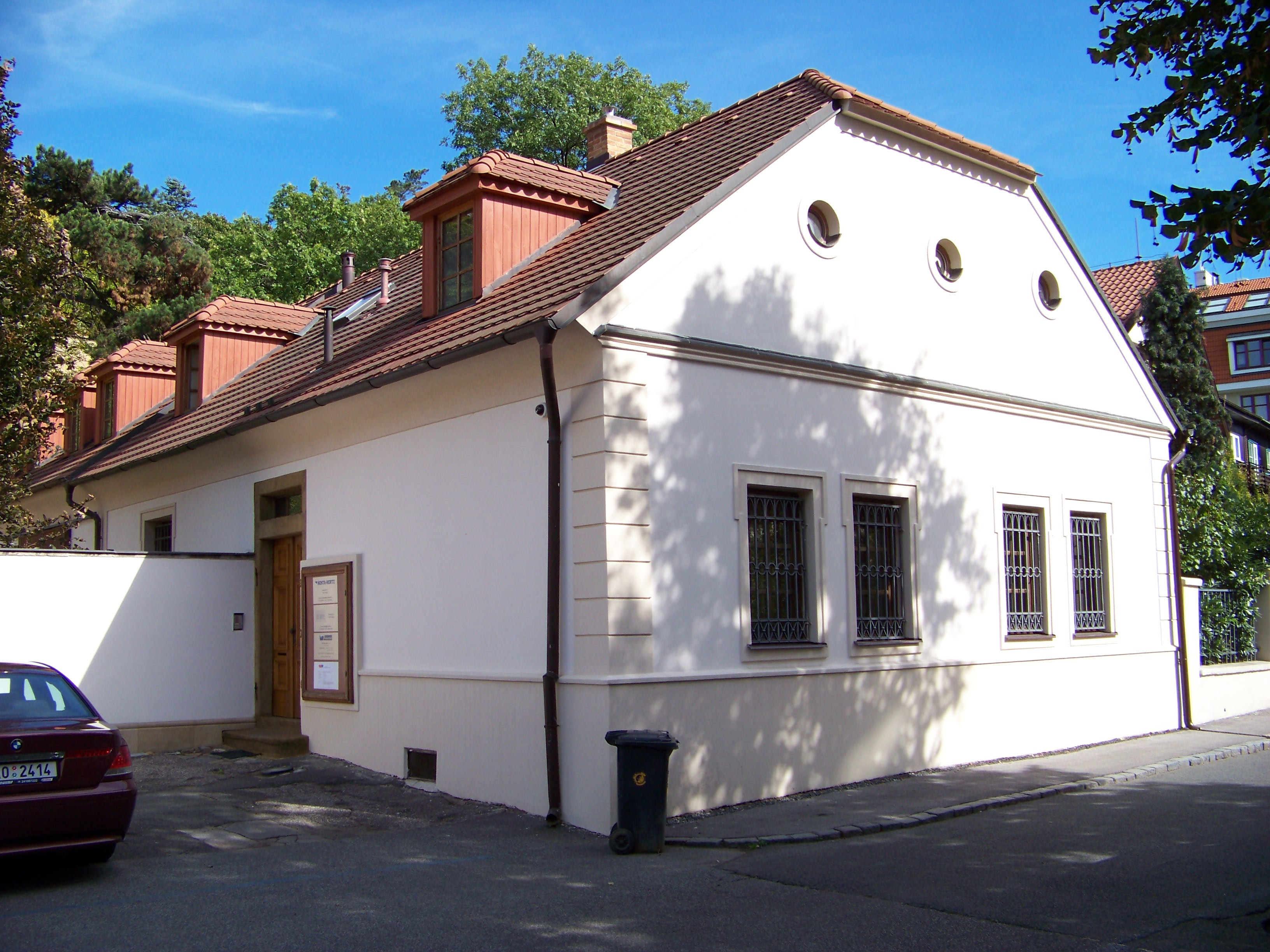
Usedlost Vondračka, východnější budova

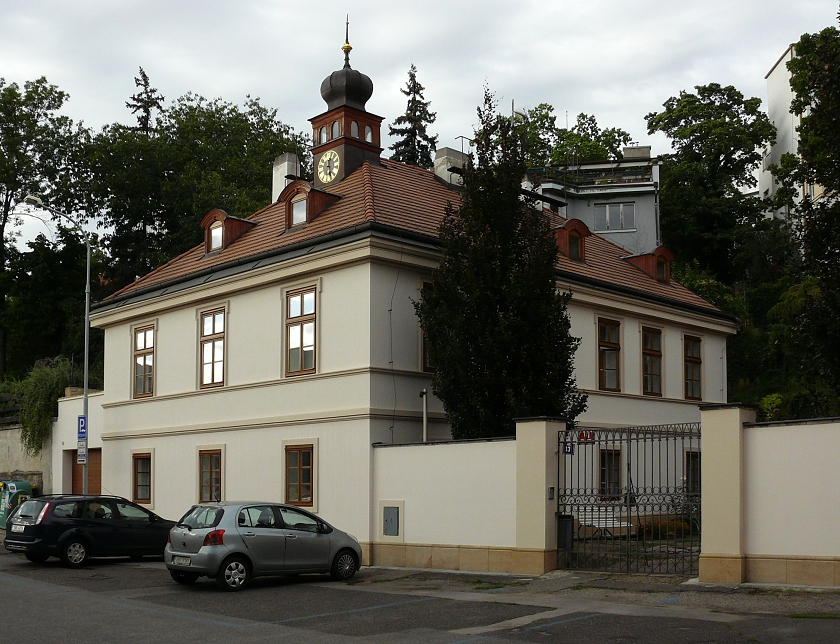
Usedlost Vondračka, západnější budova

Kolem poloviny 18. století koupil již stávající předměstskou usedlost bohatý novoměstský měšťan Karel Leopold Bepta. K usedlosti tehdy patřily rozsáhlé polnosti a vinice. Pozemky sahaly v západní části až k dnešním Nuselským schodům. Majitel zde založil v roce 1755 i kapli Svaté rodiny, která se zachovala až do současnosti.
Karel Leopold Bepta neměl žádné přímé potomky, majetek byl po jeho smrti v roce 1769 rozdělen a poté rozprodán na několik dílů. Tehdejší usedlost Beptovku zakoupil továrník Hynek Vondráček (1789). Ten nařídil zbourat vše kromě obytné budovy, tu naopak rozšířil, vinice změnil na zahradu, pozemek nechal obehnat novou ohradou s kovanou vstupní bránou. Nechal také původní budovu přestavět v klasicistním slohu. Od roku 1838 byla usedlost nazývána Vondračka a takto je známá do dnešní doby.
Majitelé Vondračky se od druhé poloviny 19. století střídali. Od roku 1853 ji vlastnil Felix Bílý, po něm od roku 1882 Marie Bílá-Oraská (po ní se usedlostí říkalo Oraska, název se však neujal). Majitelé se částečně vrátili k původnímu hospodaření, v polovině 19. století byly naproti obytné budově vybudovány dlouhé chlévy. Od roku 1917 se stala vlastníkem Františka Černá.
Počátkem 50. let 20. století Vondračku vlastnili Pavel a Arnošt Dietzové. V tomto období se usedlost dostala do vlastnictví státu, byla ve velmi špatném stavu a dokonce se uvažovalo o její demolici. K tomu nicméně nedošlo, v roce 1952 bylo rozhodnuto o rekonstrukci a přestavbě na byty. V květnu roku 1954 proběhla přestavba podle návrhu arch. Jana Faigla. Částečnou změnou vnitřní dispozice vznikly v domě čtyři bytové jednotky. Vondračka byla poté zařazena do bytových rezerv ministerstva kultury. Od roku 1964 je Vondračka pod památkovou ochranou.
V roce 1990 byla bývalá usedlost Vondračka navrácena v restituci potomkům posledních majitelů – rodině Dietzů.